# Gairatganj
Gairatganj é uma vila no distrito de Raisen, no estado indiano de Madhya Pradesh.

## Demografia
Segundo o censo de 2001, Gairatganj tinha uma população de 8095 habitantes. Os indivíduos do sexo masculino constituem 53% da população e os do sexo feminino 47%. Gairatganj tem uma taxa de literacia de 71%, superior à média nacional de 59,5%: a literacia no sexo masculino é de 76% e no sexo feminino é de 65%. Em Gairatganj, 17% da população está abaixo dos 6 anos de idade.